# Strausstown
Strausstown é um distrito localizado no estado norte-americano de Pensilvânia, no Condado de Berks.

## Demografia
Segundo o censo norte-americano de 2000, a sua população era de 339 habitantes.
Em 2006, foi estimada uma população de 338, um decréscimo de 1 (-0.3%).

## Geografia
De acordo com o United States Census Bureau tem uma área de
0,5 km², dos quais 0,5 km² cobertos por terra e 0,0 km² cobertos por água. Strausstown localiza-se a aproximadamente 178 m acima do nível do mar.

## Localidades na vizinhança
O diagrama seguinte representa as localidades num raio de 16 km ao redor de Strausstown.